# مولد كهربائي

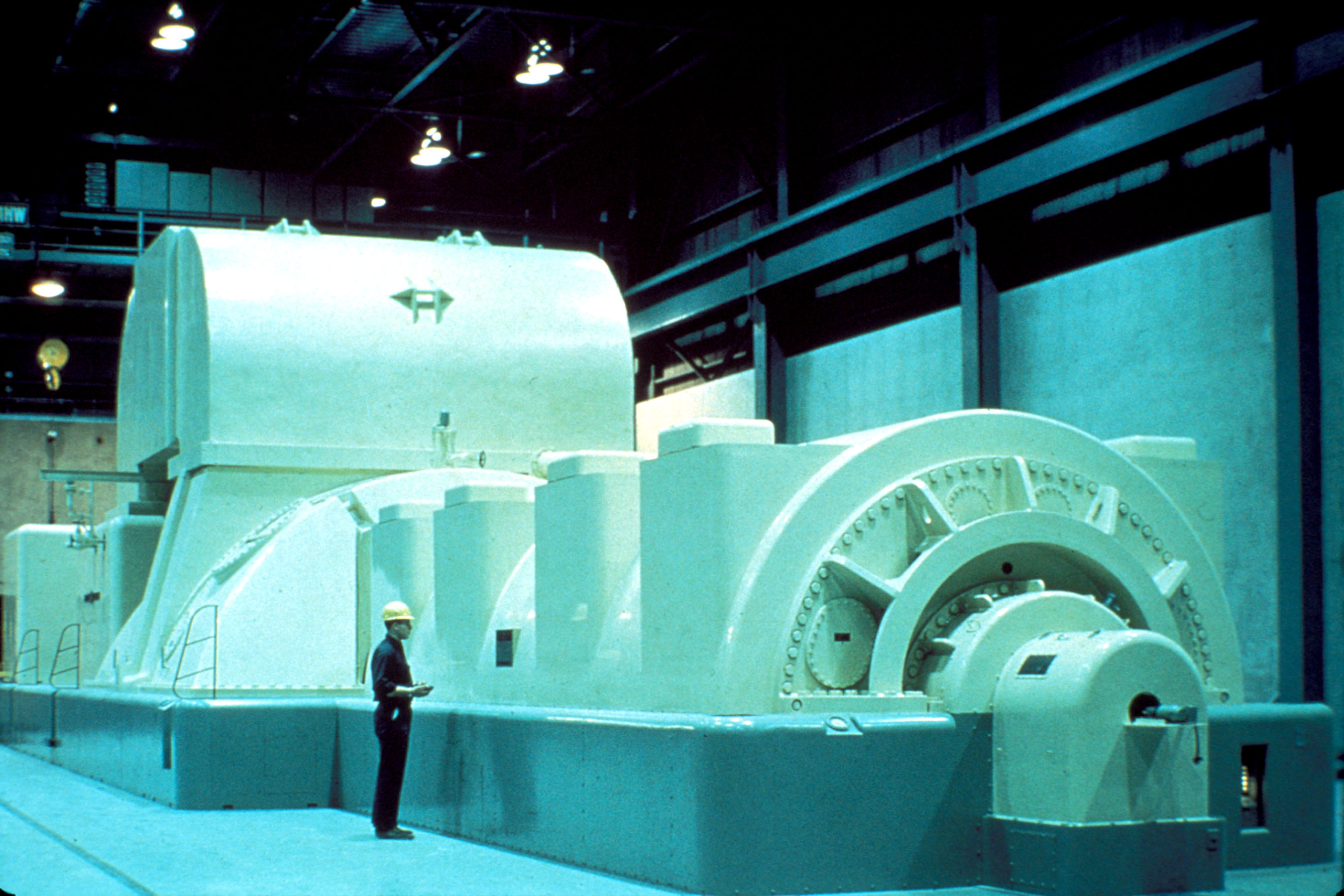
صورة مولد توربين بخاري حديث.

المُولِّد الكهرَبائيّ (بالإنجليزية: Electrical Generator)، أو المُولِّد الكَهْرَبِيّ، أو اختصاراً الموُلِّد: في توليد الكهرباء، جهازٌ ميكانيكي يحول الطاقة الحركية إلى طاقة كهربائية بوجود مجال مغناطيسي.
ويعمل المولد الكهربائي على مبدأ التحريض الكهرطيسي الأساس في توليد التيار الحثي.
وقد تطورت صناعة المولدات الكهربائية كثيراً من حيث إنتاج التيار الحثي المقوُم إلى درجة عالية جدًا، ويُوجه المولد الكهربائي التيار الكهربائي للتدفق خلال دائرة كهربائية خارجية، ومصادر المولد الكهربائي كثيرة: منها ما هو محرك متردد، ومنها التوربينات التي تستعمل المحركات البخارية في عملها، أو بتساقط المياه في التوربينات وتُعرَف بالطاقة المائية، أو بمحركات الاحتراق الداخلية، أو توربينات الرياح، أو مرفق اليد، أو الهواء المضغوط، أو غيرها من مصادر الطاقة الميكانيكية. المولدات الكهربائية تغذي جميع الشبكات الكهربائية تقريبًا.

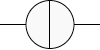
رمز المولد الكهربائي في مخطط دارة كهربائية.

 ويحدث التحويل عكسيًا من الطاقة الكهربائية إلى الطاقة الميكانيكية بالمحرك الكهربائي، وللمولدات والمحركات الكهربائية كثير من أوجه التشابه، وكثير من المحركات الكهربائية قد تكون مدفوعة ميكانيكيًا لتوليد الكهرباء، وكثيرًا ما تجعل المحركات المولدات مقبولة عمليًا.
الدنام مولّدٌ كهربائي، وهو الآن المولّد الذي ينتج تيارًا مستمرًا باستعمال عاكس التيار.

## مصطلحات
تنقسم المولدات الكهرطيسية إلى فئتين مولدات التيار المستمر ومولدات التيار المتناوب. حيث يولد الدنام تيارًا مستمرًا من خلال استخدام محول(مبدال). وتولد المولدات المتناوبة(منوب) تيار متردد.
من الناحية الميكانيكية يتكون المولد من جزء دوار وجزء ثابت يشكلان معًا دائرة مغناطيسية:
- عضو دوار: هو الجزء المتحرِّك من الآلة الكهربائية.
- عضو ثايت: الجزء الثابت من الآلة الكهربائية والذي يحيط بالعضو الدوار.

يولد أحد هذين الجزءين مجالًا مغناطيسيًا بينما يحتوي الآخر علي عدد من اللفات ملفوفة بطريقة معينة بحيث يحث فيها المجال المغناطسي المتغير تيارًا كهربائيًا:
- ملف الحق أو المغناطيس الدائم: هو المكون المنتج للمجال المغناطيسي في الآلة الكهربائية. يمكن توفير المجال المغناطيسي للدنام أو المولد إما عن طريق لفات سلكية تسمى ملفات المجال أو المغناطيسات الدائمة. تتضمن المولدات المثارة كهربائيًا نظام إثارة لإنتاج تدفق المجال. يُطلق على المولد الذي يستخدم مغانط دائمة أو مولد متزامن بمغناطيس دائم.
- عضو إنتاج: هو المكون المنتج للطاقة في الآلة الكهربائية لكن هذا العضو يمكن أن يكون هو العضو الدوار أو الثابت ويكون الآخر هو المنتج للمجال المغناطسي وهذا يختلف وفقًا للتصميم في مولدات التيار المستمر أو المولدات المتناوبة.

## تاريخ
تم اختراع المولد الكهربائي من قِبَل العالم الإنجليزي مايكل فارادي سنة 1831م.

### مولد قرص فاراداي

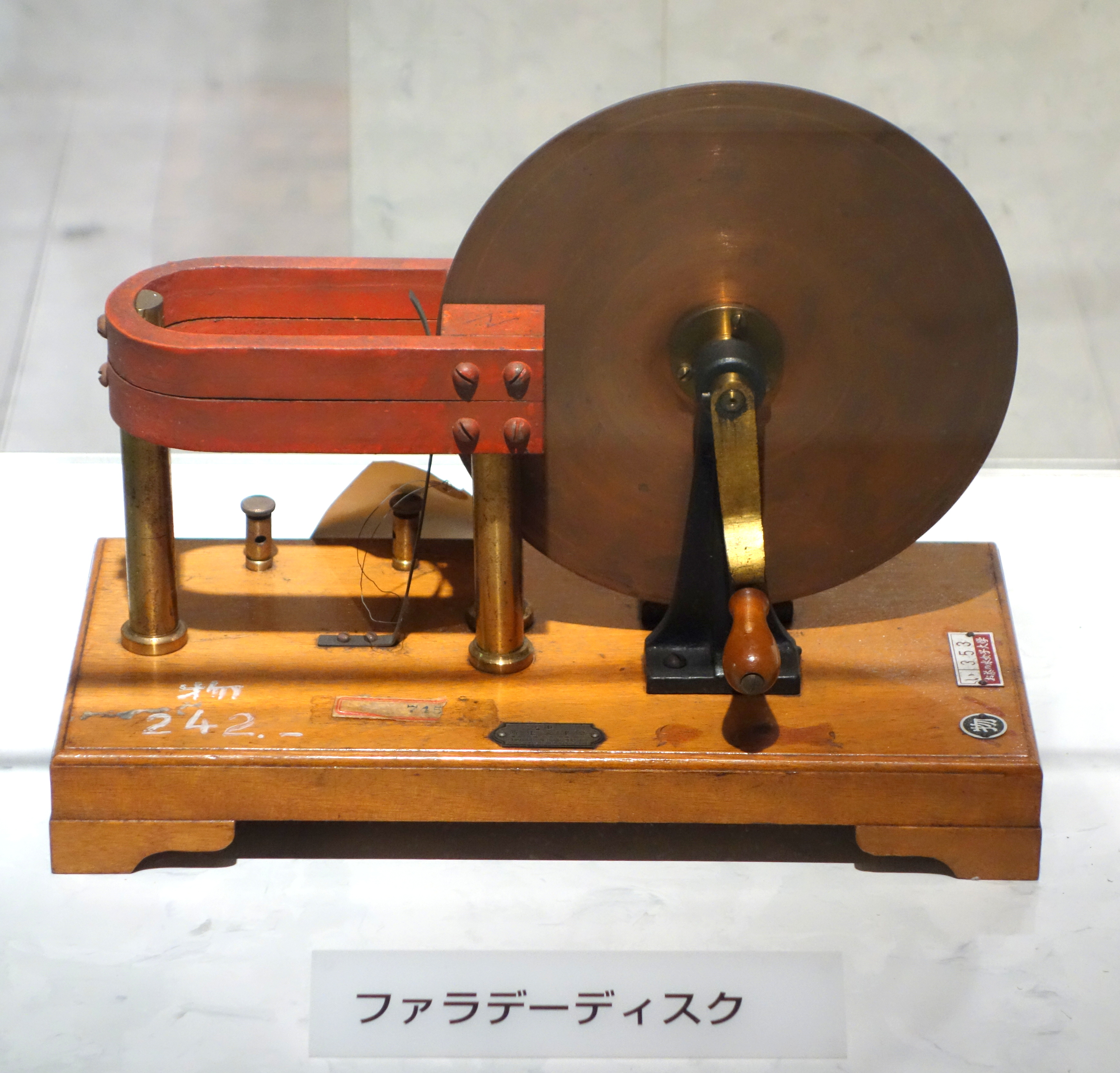
قرص فرداي

تم اكتشاف مبدأ تشغيل المولدات الكهرطيسية في عامي 1831-1832 بواسطة مايكل فاراداي. المبدأ، الذي سمي فيما بعد بقانون فاراداي هو أن القوة الدافعة الكهربائية تتولد في موصل كهربائي يحيط بمجال مغناطيسي متغير.
كما بنى فاراداي أول مولد كهرطيسي يسمى قرص فاراداي، وهو نوع من المولدات أحادية القطب باستخدام قرص نحاسي يدور بين قطبي مغناطيس حدوة الحصان. وقد أنتج جهد تيار مستمر صغير.
كان هذا التصميم غير فعال وذلك بسبب تدفقات التيار المعاكسة التي تلغي نفسها في بعض المناطق في القرص التي لم تكن تحت تأثير المجال المغناطيسي. وبينما كان التيار يتم تحريضه(حثه) مباشرة أسفل المغناطيس كان التيار يدور للخلف في مناطق خارج تأثير المجال المغناطيسي. وقد أدى هذا التدفق المعاكس للتيار إلى تقييد خرج الطاقة إلى أسلاك الالتقاط وتسبب في تسخين القرص النحاسي ممما أدي الي زيادة مقاومته.
كان من بين العيوب الأخرى أن جهد الخرج كان منخفضًا جدًا بسبب تدفق مجال مغناطسي في اتجاه واحد. وجد الباحثون أن استخدام عدة لفات من الأسلاك في الملف يمكن أن ينتج جهدًا أعلى وأكثر فائدة. نظرًا لأن جهد الخرج يتناسب مع عدد اللفات فيمكن تصميم المولدات بسهولة لإنتاج أي جهد مرغوب فيه عن طريق تغيير عدد اللفات. أصبحت لفات الأسلاك أمر أساسي طبقا لهذا القانون.
وفي وقت لاحق حلت المولدات أحادية القطب هذه المشكلة باستخدام مجموعة من المغناطيسات مرتبة حول محيط القرص للحفاظ على تأثير مجال ثابت في اتجاه واحد لتدفق التيار.

### المولدات المتزامنة (منوب)

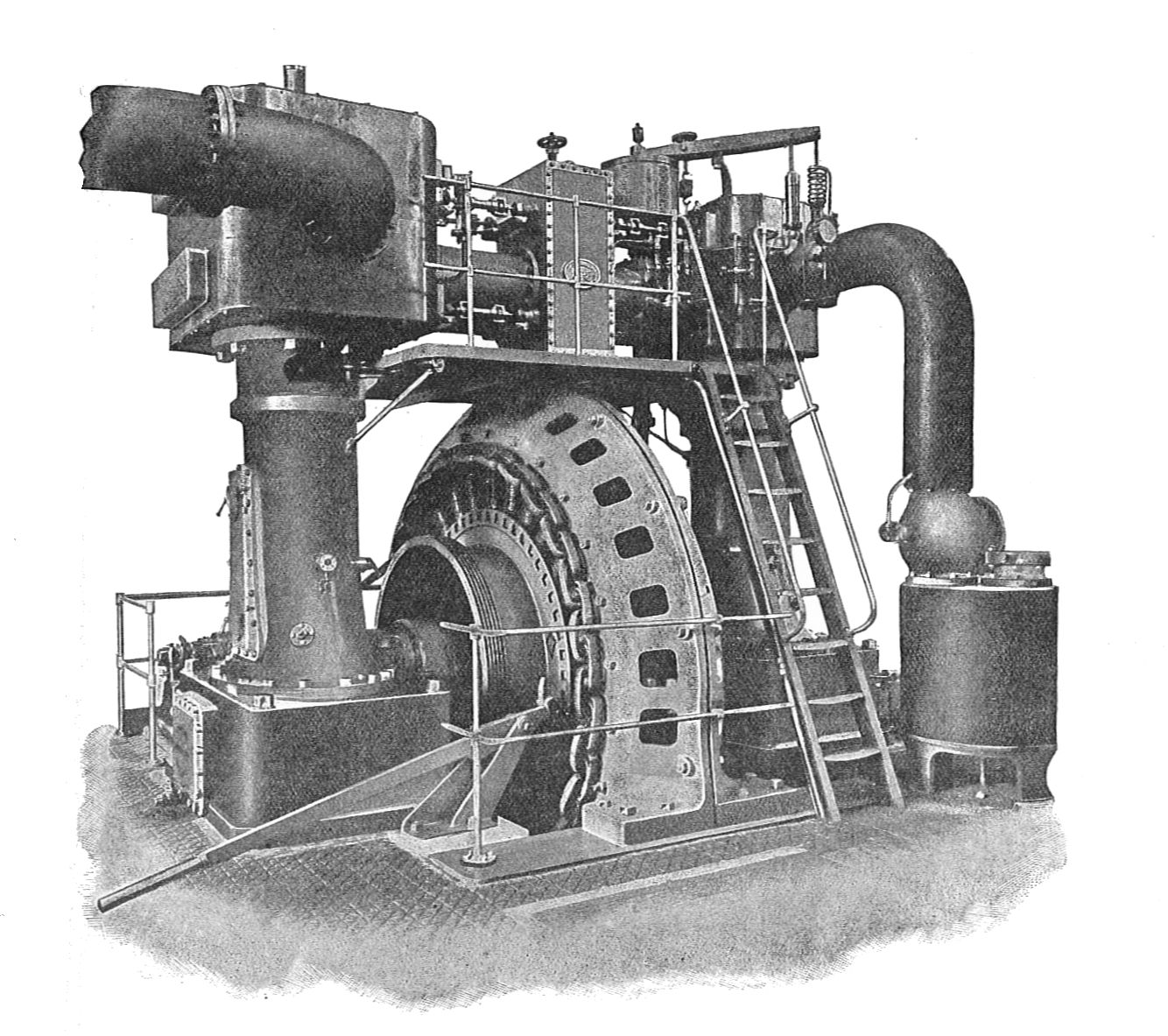
محرك فيرانتي المتردد (منوب)

من خلال سلسلة من الاكتشافات خلف الدينامو العديد من الاختراعات اللاحقة وخاصة المولد المتردد الذي كان قادرًا على توليد تيار متردد. يُعرف عمومًا باسم المولدات المتزامنة (SGs). ترتبط الآلات المتزامنة مباشرة بالشبكة وتحتاج إلى المزامنة بشكل صحيح أثناء بدء التشغيل.
كانت أنظمة توليد التيار المتردد معروفة بأشكال بسيطة منذ اكتشاف مايكل فاراداي للحث المغناطيسي للتيار الكهربائي. قام فاراداي نفسه ببناء مولد تيار متردد مبكرا. كانت آلته عبارة عن "مستطيل دوار"، وكان تشغيله غير متجانس القطبية يمر كل موصل نشط على التوالي عبر مناطق حيث يكون المجال المغناطيسي في اتجاهين متعاكسين.
قام كهربائي بريطاني جيه إي إتش جوردون ببناء مولدات تيار ثنائية الطور كبيرة الحجم في عام 1882. قدم ويليام ستانلي جونيور الموظف في شركة ويستنغهاوس إلكتريك أول عرض عام لـ "نظام المولد المتناوب" في عام 1886.
أسس سيباستيان زياني دي فيرانتي شركة "فيرانتي وتومسون وإينس" في عام 1882 لتسويق مولد فيرانتي-تومسون المتناوب الذي اخترعه بمساعدة الفيزيائي الشهير لورد كلفن. أنتجت مولداته المتناوبة المبكرة ترددات تتراوح بين 100 و300 هرتز. واصل فيرانتي تصميم محطة الطاقة ديبفورد لشركة لندن للإمدادات الكهربائية في عام 1887 باستخدام نظام التيار المتردد. عند اكتمالها في عام 1891 كانت أول محطة طاقة حديثة حقًا حيث تزود طاقة التيار المتردد عالية الجهد. لا يزال هذا النظام الأساسي قيد الاستخدام اليوم في جميع أنحاء العالم.
بعد عام 1891 تم تقديم المولدات متعددة الأطوار لتزويد التيارات ذات الأطوار المختلفة المتعددة. تم تصميم المولدات لاحقًا لترددات تيار متناوبة متفاوتة بين ستة عشر وحوالي مائة هرتز.

## آلية عمل المولد الكهربائي

### المباديء الأساسية
لا يَستحدِث المولد طاقة، ولكنه يحول الطاقة الميكانيكية إلى طاقة كهربائية، ولذا فإن كل مولد يديره توربين أو محرك ديزل أو أي آلة تنتج طاقة ميكانيكية. فمولد السيارة مثلاً، يدار من المحرك نفسه الذي يدفع السيارة.
ويشير المهندسون عادة إلى الأداة الميكانيكية التي تدير المولد بالمحرك الأساسي. ولكي نحصل على طاقة كهربائية إضافية من المولد يلزم للمحرك الأساسي أن يبذل طاقة ميكانيكية إضافية. فإذا كان المحرك الأساسي توربينًا بخاريًا، على سبيل المثال، يلزم زيادة سريان البخار في التوربين للحصول على كهرباء بكمية أكبر.

تيار ثلاثي الطور

### متقدم
عندما تدور ملف حول مجال مغناطيسي (أو مغناطيس حول ملف) تنتج طاقة كهربائية وهذا ما يعرف بالتحريض الكهرطيسي وتستخدم في دوران ملف أو المغناطيس طاقة ميكانيكية فمولد الدراجة مثلا يستخدم قوة تدوير العجلة لإنتاج طاقة كهربائية تضيئ مصباح الدراجة. أما في محطات توليد الكهرباء فتستخدم طاقات متجددة كالماء والرياح وغيرهما حيث يتم عمل توربينات كبيرة لتحويل قوة جريان الماء إلى كهرباء.
عندما يُحرَّك الجزء الدوار عن طريق عمود دوران موصل بالمحرك الأساسي (prim mover) يتولد من ملفات الجزء الدوار حقل كهرطيسي ينتقل إلى ملفات الجزء الثابت (stator) الذي بدوره يستقبل  الكهرطيسي ليتحول إلى تيار كهربائي داخل الملفات الموزعة على ثلاثة أوجه(تيار ثلاثي الطور) بحيث تكون الزاوية بين كل وجه ووجه 120 درجة وبعد ذلك ينتج تيار كهربائي منتظم على شكل موجات جيبية.

## أنواع المولدات الكهربائية

### التيار المستمر (DC)
وفقاً لقانون فاراداي للحث الكهرطيسي عند تواجد مجال مغناطيسي متغير يُحفِّز القوة المحركة الكهربائية في المُوصِل (السلك) وفقاً لقاعدة اليد اليمنى لفلمنج حيث يتغير اتجاه التيار المستحث كلما تغير اتجاه حركة الموصل.

#### مولد أحادي القطب
المولد أحادي القطب هو مولد كهربائي للتيار المستمر يتألف من قرص أو أسطوانة (العضو الدوار) موصلة بالكهرباء تدور في مستوى عمودي على مجال مغناطيسي ثابت موحد. وينشأ فرق جهد بين مركز القرص وحافة الأسطوانة (أو نهاياتها)، وتعتمد القطبية الكهربائية على اتجاه الدوران واتجاه المجال.
يُعرف أيضًا باسم دينامو القرص، أو قرص فاراداي. الجهد الكهربي يكون منخفض في حالة نماذج العرض الصغيرة، ولكن المولدات الحثية الكبيرة يمكنها إنتاج مئات الفولتات وتحتوي بعض الأنظمة على مولدات متعددة متصلة على التوالي لإنتاج جهد كهربي أكبر. يمكن أن تنتج تيارًا كهربائيًا هائلاً، بعضها أكثر من مليون أمبير لأن المولد أحادي القطب يمكن تصنيعه بحيث يكون له مقاومة داخلية منخفضة للغاية.

#### مولد مغناطيسي هيدروديناميكي
يستخرج المولد المغناطيسي الهيدروديناميكي الطاقة الكهربائية مباشرة من الغازات الساخنة المتحركة عبر مجال مغناطيسي دون استخدام الآلات الكهرطيسية الدوارة. تم تطوير مولدات المغناطيسي الهيدروديناميكي في الأصل لأن خرج مولد البلازما المغناطيسي الهيدروديناميكي هو لهب قادر على تسخين غلايات محطة الطاقة البخارية.

### التيار المتردد (AC)
- مولد حثي

يمكن استخدام محركات التيار المتردد الحثي كمولدات للتيار الكهربائي، وتحويل الطاقة الحركية إلى تيار كهربائي. تعمل المولدات الحثي عن طريق تدوير دوارها ميكانيكيًا بسرعة أكبر من السرعة المتزامنة، مما يعطي انزلاقًا سلبيًا. يمكن استخدام محرك التيار المتردد غير المتزامن العادي عادةً كمولد، دون أي تغييرات في أجزائه. تكون المولدات الحثي مفيدة في تطبيقات مثل محطات الطاقة الكهرمائية الصغيرة، أو توربينات الرياح.
لا تتطلب دائرة أخرى لبدء العمل لأن المجال المغناطيسي الدوار يتم توفيره عن طريق الحث من الدائرة التي لديها. كما أنها لا تتطلب معدات منظم السرعة لأنها تعمل بطبيعتها على تردد الشبكة المتصلة.
- مولد كهربائي خطي

المقال الرئيسي: مولد خطي

مولد كهربائي خطي

يتحرك مغناطيس منزلق ذهابًا وإيابًا(كما في الصورة) عبر ملف لولبي أو سلك نحاسي أو ملف. حيث يُحث تيار متردد في السلك وفقًا لقانون فاراداي للحث في كل مرة ينزلق فيها المغناطيس. يستخدم هذا النوع من المولدات في مصباح فاراداي اليدوي.
تُستخدم مولدات الكهرباء الخطية الكبيرة في محططات الطاقة الموجية.

## حالات الاستخدام الشائعة

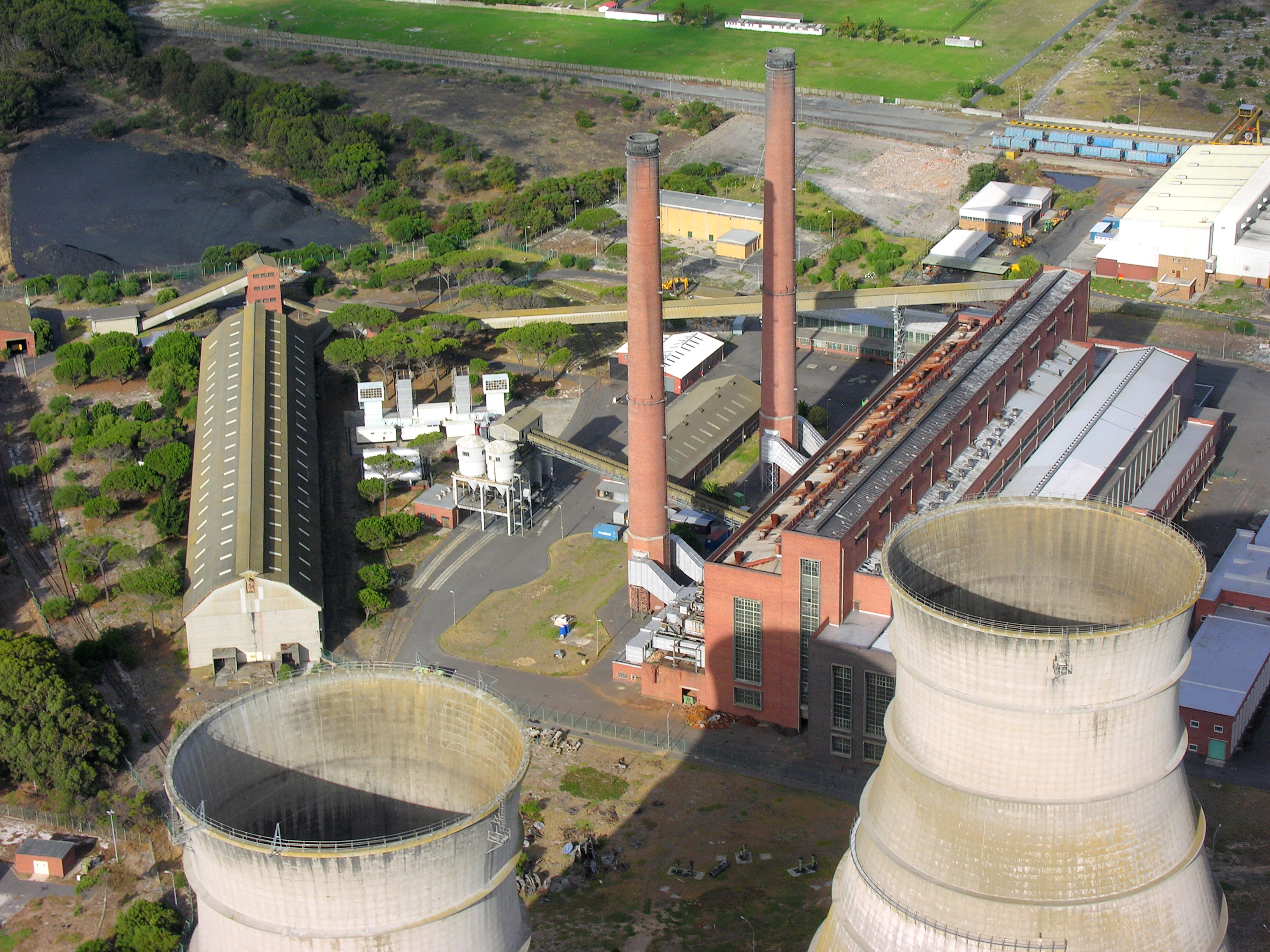
محطة أثلون للطاقة في كيب تاون جنوب أفريقيا

المقال الرئيسي: محطة الطاقة

### محطات الطاقة
محطة الطاقة هي منشأة صناعية لتولد الكهرباء تحتوي معظم محطات الطاقة على مولد واحد أو أكثر، أو ماكينات دوارة تحول الطاقة الميكانيكية إلى طاقة كهربائية ثلاثية الطور. الحركة النسبية بين المجال المغناطيسي والموصل تخلق تيارًا كهربائيًا. يختلف مصدر الطاقة المستغل لتشغيل المولد على نطاق واسع. تستخدم معظم محطات الطاقة في العالم الوقود الأحفوري مثل الفحم والنفط والغاز الطبيعي لتوليد الكهرباء. تشمل المصادر الأكثر نظافة الطاقة النووية وتُستخدم أيضاً مصادر الطاقة المتجددة مثل الشمس والرياح والأمواج والمياه الجارية ومياه الشلالات.

### المركبات
تتطلب المركبات الآلية او السيارات الطاقة الكهربائية لتشغيل أجهزتها والحفاظ على تشغيل المحرك نفسه وإعادة شحن بطارياتها. وحتى حوالي ستينيات القرن الماضي كانت معظم المركبات تستخدام مولدات التيار المستمر (دينامو). ولأسباب عديدة تم استبدال هذه المولدات الآن بمولدات كهربائية مترددة.

## التقسيم من حيث العمل
تنقسم المولدات الكهربية من حيث العمل إلى نوعين أساسيين:-
1- مولد كهربائي أساسي
وهو الذي تعتمد عليه الشبكة اعتماد كلى في الإمداد بالطاقة الكهربية.
2- مولد كهربائي احتياطي
وهو الذي يتم الاعتماد عليه كمصدر بديل للتيار الكهربائى عند انقطاع المصدر الأساسي.